# Tállai András
Tállai András László (Debrecen, 1959. február 5. –) magyar közgazdász, üzemgazdász, Mezőkövesd volt polgármestere, fideszes országgyűlési képviselő, a Pénzügyminisztérium államtitkára. A Nemzeti Adó- és Vámhivatal (NAV) volt elnöke.

## Iskolái
Görbeházán járt általános iskolába, a miskolci Földes Ferenc Gimnáziumban érettségizett 1979-ben. 1980-ban[forrás?] közgazdász, üzemgazdász diplomát szerzett a Pénzügyi és Számviteli Főiskolán, valamint adótanácsadó és könyvvizsgáló végzettsége is van.

## Munkahelyei
Pályafutását a Tiszai Vegyi Kombinátnál kezdte pénzügyi előadóként (1980), majd 1983–1992 között a mezőkövesdi Ipari Szakmunkásképző Iskola gazdasági igazgató-helyetteseként dolgozott. Hat éven át saját vállalkozását (Sagma Kft.) vezette.

## Közéleti tevékenysége
- 2003-ban a Borsod-Abaúj-Zemplén megye 13. számú választókerület elnökének választották. 1997-től 1998-ig a mezőkövesdi képviselő-testületben önkormányzati képviselő. 1998-ban belépett a Fideszbe, és ezt követően június 18-tól országgyűlési képviselő lett. 1998-tól 2006-ig a Borsod-Abaúj-Zemplén Megyei Közgyűlés tagja (pénzügyi bizottság elnöke). 2001–2002 között a Pénzügyminisztérium politikai államtitkára, majd 2002–2010 között Mezőkövesd polgármestere volt (mely tisztségéről államtitkári kinevezésekor – összeférhetetlenség miatt – lemondott). Az Országgyűlésben elnöke volt a számvevőszéki bizottságnak, illetve a költségvetési, pénzügyi és számvevőszéki bizottságnak a korábbi ciklusokban. A 2010. évi országgyűlési választásokon Borsod-Abaúj-Zemplén megye 13-as számú választókerület országgyűlési képviselőjeként szerzett ismét mandátumot.
- Mezőkövesdi Sportegyesület elnöke
- Marietta Teljes Értékű Életéért Alapítvány kuratóriumának elnöke.
- Aktívan részt vett a Szentistván korábbi polgármestere, Pusztai-Csató Adrienn ellehetetlenítése érdekében folyt propaganda-hadjáratban.[1]

## Családja
Nős, felesége közgazdász tanár, két gyermeke van.